# Ottakkuttar
Ottakkuttar – tamilski poeta żyjący w XII wieku.

## Życiorys
Był czcicielem Saraswati. Pochodził ze społeczności Senguntar, zawodowo zajmował się tkactwem. Przez wiele lat związany z otoczeniem monarchów z dynastii Ćola, od 1118 do 1173 poeta dworski. Służył w tym właśnie charakterze czterem władcom, począwszy od Kulottungi I, a skończywszy na Radżaradży II. Znany jest ze skomponowania trzech uli, poświęconych odpowiednio Vikramie Ćoli, Kulottundze Ćoli oraz Radżaradży Ćoli. Ula to rodzaj panegiryku. Słowo to oznacza publiczne pojawienie się bądź też procesję. Zgodnie z tradycją wykonywany był przez poetę przy akompaniamencie muzyki, podczas gdy władca pojawiał się pośród tłumu poddanych w specjalnie sformowanej procesji. W monarsze, zazwyczaj siedzącym na słoniu bądź prowadzącym rydwan, miały się wówczas zgodnie z tradycją zakochiwać młode kobiety. Poeta tworzący ulę, w tym przypadku konkretnie Ottakkuttar, miał za zadanie opiewać boskie cechy władcy, jak również niedolę tych, którzy się w nim zakochali. Za swoją pracę twórczą został sowicie wynagrodzony. Radżaradża Ćola, który władzę przejął w 1146, za każdy dwuwiersz poświęconej sobie uli podarował Ottakkuttarowi tysiąc złotych monet. Uhonorował poetę również w ufundowanej przez siebie świątyni Śiwy w Dharasuram, nieopodal Kumbakonam.
Dodatkowo Ottakkuttar znany jest pod tytułem Kavi Chakravarti, czyli cesarz poetów.
Pośród innych jego utworów wymienić można Itti Elupatu, opiewający wojowniczą przeszłość jego macierzystej społeczności Senguntar oraz to, w jaki sposób jej członkowie przeszli następnie do zajmowania się tkactwem.